# Ksar Ait Sidi L'Hbib
Ksar Ait Sidi L'Hbib (en arabe : قصر آيت سيدي الحبيب) est un village fortifié dans la province de Midelt, région de Draa-Tafilalet au Maroc .